# Gastón Clement
Gastón Carlos Clement (n. Salta, 15 de noviembre de 1903-f. Buenos Aires, 30 de noviembre de 1969), militar argentino que alcanzó el rango de contraalmirante.

## Biografía
Ingresó a la Escuela Naval Militar el 17 de enero de 1921. Cuatro años después egresó como oficial.
El 8 de octubre de 1955, el presidente de facto Eduardo Lonardi nombró a Clement en el cargo de interventor nacional en la provincia de Jujuy, en el cual permaneció hasta el 20 de febrero de 1956.
El 16 de enero de 1957, renunció al cargo de prefecto nacional marítimo. Fue reemplazado por el capitán de navío Mario R. Paillas.
El 5 de abril de 1962, fue designado secretario de Estado de Marina por el presidente Arturo Frondizi.

### Secretario de Marina
Tras las elecciones legislativas del 18 de marzo, la cúpula militar, integrada por Clement, y su segundo, Bassi, entre otros, exigieron al ministro del Interior Alfredo Vítolo la intervención de aquellas provincias donde los partidos neoperonistas habían triunfado. También, exigían al presidente Frondizi el alejamiento de Rogelio Frigerio y del resto del Gabinete.
Algunos días más tarde, el 20 de marzo, Clement fue firmante un acuerdo secreto celebrado entre las Fuerzas Armadas. En este acuerdo, la Armada opinó que era hora de la renuncia de Frondizi, pero que, dado que el Ejército y la Fuerza Aérea preferían su permanencia, aceptaba la continuidad a los efectos de mantener la unidad de las tres ramas militares.
Después de la dimisión de Frondizi el 29 de marzo de 1962, el secretario de Marina prometió al presidente de la Nación su seguridad y la de su familia con la Infantería de Marina en Olivos, y, por último, con todo el poder de la Armada.